# Roppertsweiler
 Roppertsweiler ist ein Ortsteil der Stadt Bad Schussenried im Landkreis Biberach in Oberschwaben.
Der Weiler liegt circa einen Kilometer nördlich von Bad Schussenried an der Schussen und ist über die Landesstraße 275 zu erreichen. 

## Geschichte
Roppertsweiler wurde 1276 als „Rupolteswiler“ erstmals erwähnt. 1276/1303 ging der Ort in den Besitz des Klosters Schussenried über.